# Stanley Kauffmann
Stanley Kauffmann (n. 24 aprilie 1916, New York City, New York, SUA – d. 9 octombrie 2013, New York City, New York, SUA) a fost un editor, publicist și critic de teatru și film american.

## Carieră
Kauffmann și-a început cariera de jurnalist în 1958 la revista The New Republic din New York și a scris critici de film pentru acea revistă în următorii cincizeci și cinci de ani până în 2013. A avut o scurtă pauză în activitatea sa la The New Republic în anul 1966, când a fost critic de dramă timp de opt luni la The New York Times.
A lucrat ca redactor în cadrul departamentului de achiziții al editurii Ballantine Books în 1953, achiziționând, printre altele, dreptul de publicare al romanului Fahrenheit 451 al lui Ray Bradbury. Câțiva ani mai târziu, în timp ce lucra ca redactor al editurii Alfred A. Knopf în 1959, a descoperit un manuscris al romanului The Moviegoer al lui Walker Percy. După un an de rescrieri și revizuiri, acel roman a fost publicat în 1961 și a câștigat premiul National Book în 1962.
Stanley i-a electrizat pe oamenii educați cu vestea că filmele au redevenit una dintre artele de elită și că existau creații contemporane - realizate de Bergman, Truffaut, Antonioni și mulți alți regizori - egale valoric cu capodoperele epocii filmului mut.
Kauffmann a fost mult timp un susținător și critic entuziast al filmelor străine, contribuind la introducerea și popularizarea în America a creațiilor unor regizori străini precum Ingmar Bergman, François Truffaut, Claude Chabrol și Yasujirō Ozu. El a inspirat și influențat critici culturali și de film mai tineri precum Roger Ebert și David Denby.
Kauffmann a fost, de asemenea, profesor de literatura engleză, dramă și film la City University of New York (1973–1976) și a predat la Yale School of Drama. El a apărut în documentarul For the Love of Movies: The Story of American Film Criticism (2009), unde a purtat discuții cu privire la începuturile criticii cinematografice în America și a evidențiat contribuțiile importante ale poetului Vachel Lindsay, care a înțeles că „apariția filmului a fost un moment important în istoria conștiinței umane”.
Kauffmann este cunoscut pentru opiniile sale aspre cu privire la unele filme apreciate de critici, fiind autorul unor recenzii negative ale filmelor Războiul stelelor, Indiana Jones și căutătorii arcei pierdute, Nașul, Pulp Fiction, O fată de milioane, Pe aripile vântului și 2001: O odisee spațială.

## Viața particulară
Kauffmann a urmat studii la Liceul DeWitt Clinton din Bronx și apoi la New York University, unde a obținut o diplomă de licență în arte în 1935, și a lucrat după absolvire ca actor și organizator de spectacole în cadrul companiei de producție teatrală Washington Square Players. Kauffmann s-a căsătorit cu Laura Cohen în 1943 și au rămas împreună până la moartea Laurei Cohen în 2013. Nu au avut copii. Kauffmann a murit de pneumonie la Spitalul St. Luke din Manhattan la 9 octombrie 2013, la vârsta de 97 de ani.

## Cărți de critică
- A World on Film: Criticism and Comment. New York: Harper & Row (1966).
- Figures of Light: Film Criticism and Comment. New York: Harper & Row (1971).
- American Film Criticism: From the Beginnings to "Citizen Kane"; Reviews of Significant Films at the Time They First Appeared [Editor, împreună cu Bruce Henstell]. New York: Liveright (1972).
- Living Images: Film Comment and Criticism. New York: Harper & Row (1975).
- Persons of the Drama: Theater Criticism and Comment. New York: Harper & Row (1976).
- Albums of Early Life. New Haven: Ticknor & Fields (1980).
- Before My Eyes: Film Criticism and Comment. New York: Harper & Row (1980).
- Field of View: Film Criticism and Comment. New York: Performing Arts Journal Publications (1986).
- Theater Criticisms. New York: Performing Arts Journal Publications (1986).
- Distinguishing Features: Film Criticism and Comment. Baltimore: Johns Hopkins University Press (1994).
- Regarding Film: Criticism and Comment. Baltimore: Johns Hopkins University Press (2001).